# Ружьё (конфигурация клеточного автомата)

Планерное ружьё Госпера из игры «Жизнь» стреляет планерами

Ружьё (англ. Gun) — класс конфигураций клеточного автомата (в частности, игры «Жизнь» Конвея), у которых основная часть циклически повторяется, как у осцилляторов, а также периодически создаёт космические корабли, которые удаляются от ружья. У ружья есть два периода: период создания космических кораблей и период повторения состояний ружья. Если период ружья больше периода создания космических кораблей, то ружьё называется псевдопериодическим (англ. pseudo-period).

Ружьё и «антиружьё» из «Дня и ночи», модификации игры «Жизнь». В «Дне и ночи» живые и мёртвые клетки играют симметричную роль, поэтому «антиружьём» называется ружьё из мёртвых клеток, создающее мёртвые космические корабли, двигающиеся среди поля живых клеток.

Одно из состояний планерного ружья Госпера — первого найденного ружья игры «Жизнь»

В игре «Жизнь» можно построить ружьё, которое создаёт планеры с любым периодом, большим или равным 14. Поскольку ружья увеличивают число заполненных клеток, они являются примером конечных конфигураций, которые с течением времени достигают сколь угодно большого числа клеток. Конвей считал это невозможным и предложил премию в $50 за доказательство существования или несуществования подобной конфигурации.

## Планерное ружьё Госпера
Первое ружьё было построено Биллом Госпером в 1970 году, за что он получил премию от Конвея. Это ружьё создаёт планеры с периодом 14 и часто называется планерным ружьём Госпера (англ. Gosper glider gun). Открытие этого ружья привело Конвея к доказательству, что «Жизнь» полна по Тьюрингу.
На протяжении многих лет это ружьё оставалось наименьшим в игре «Жизнь» по числу клеток, хотя для других наборов правил известны меньшие ружья. Однако в 2015 году было найдено ружьё, создающее космические 120-периодные корабли, имеющее меньшее число клеток, но больший радиус, чем планерное ружьё Госпера.